# Reteporella arborea
Reteporella arborea är en mossdjursart som först beskrevs av Jullien 1882.  Reteporella arborea ingår i släktet Reteporella och familjen Phidoloporidae. Inga underarter finns listade i Catalogue of Life.